# TV Morena Corumbá
TV Morena Corumbá é uma emissora de televisão brasileira sediada em Corumbá, cidade do estado de Mato Grosso do Sul. Opera no canal 5 (31 UHF digital) e é afiliada à TV Globo. Pertencente à Rede Matogrossense de Comunicação, é uma das emissoras regionais da TV Morena, que tem a central localizada em Campo Grande. Seus estúdios estão localizados no bairro Universitário, e seus transmissores estão no alto do Morro São Felipe, no bairro Popular Velha.

## História
Em 1963, os irmãos Eduardo, Nagib e Ueze Zahran solicitaram ao Conselho Nacional de Telecomunicações concessões para operação de televisão nas cidades de Campo Grande, Cuiabá e Corumbá, no estado de Mato Grosso. O governo federal decretou a outorga do canal 5 VHF de Corumbá para a família Zahran em 11 de janeiro de 1967. Para que a emissora entrasse no ar, foi necessário antes o cumprimento de uma cota que determinava a venda de aparelhos televisores à população local.
A TV Cidade Branca foi fundada em 21 de setembro de 1970 e iniciou suas transmissões oficialmente em 4 de outubro do mesmo ano, sendo a terceira emissora da Rede Matogrossense de Televisão, até então formada pela TV Morena de Campo Grande e pela TV Centro América de Cuiabá. Neste período, as estações recebiam conteúdos da Rede de Emissoras Independentes e da Rede Tupi.
Em 1976, toda a Rede Matogrossense afiliou-se à Rede Globo. No ano seguinte, com o desmembramento do atual estado de Mato Grosso do Sul, onde a TV Morena e a TV Cidade Branca passaram a gerar sua programação, enquanto a TV Centro América ficou responsável pelo Mato Grosso, a RMT passou a ter caráter bi-estadual como rede de televisão. Em 1979, foram iniciados investimentos para que a emissora passasse a realizar transmissões diretas.
Em 2008, a TV Cidade Branca mudou sua identificação para TV Morena Corumbá. Em 13 de agosto de 2019, a emissora teve uma nova sede inaugurada, em um prédio no bairro Universitário, deixando o espaço que ocupou até então no Popular Velha.

## Sinal digital
| Canal virtual | Canal digital | Resolução de tela | Programação               |
| ------------- | ------------- | ----------------- | ------------------------- |
| 5.1           | 31 UHF        | 1080i             | TV Morena Corumbá / Globo |

A emissora iniciou suas transmissões digitais em 5 de junho de 2014, através do canal 31 UHF para Corumbá e áreas próximas.
Transição para o sinal digital
Com base no decreto federal de transição das emissoras de TV brasileiras do sinal analógico para o digital, a TV Morena Corumbá cessou suas transmissões pelo canal 5 VHF em 31 de julho de 2022.

## Programas
Além de retransmitir a programação nacional da TV Globo, a TV Morena Corumbá gera o bloco local do telejornal MSTV 1.ª edição, apresentado por Eduardo Kotaki. O restante da programação é composto pelos programas gerados pela TV Morena em Campo Grande.